# 黃嘉浩
黃嘉浩（英語：Wong Ka Ho），是新界北區粉嶺祥華邨居民。於祥華邨天價換水喉工程事件中收集業主授權召開業主大會，成功暫緩更換水管工程。

## 從政
2015年，首次參選當屆的區議會選舉。當時以傘後組織「北區動源」成員身份參選北區區議會的祥華選區，但被泛民多個黨派公開批評他有鎅票之嫌。最後他得票1710，得票為4名候選之中第二位高，僅以約100票之差落敗。
2016年，黃嘉浩入稟高院提出選舉呈請，黃嘉浩在呈請文件指，選舉主任當日沒有恰當地處理他的投訴，對方又沒有保障他公平參與選舉的權利，要求推翻陳旭明當選的結果。2017年，黃嘉浩因曾參與反釋法遊行而被拘捕。   
2019年香港區議會選舉，於上屆選舉後不久退出北區動源的黃嘉浩再次參選祥華選區，並以獨立無黨派的身份，再度與競逐連任的民主黨陳旭明對壘。而黃在是次選舉中，亦都加入了另外8位受反對逃犯條例修訂草案運動啟發而決定與北區區議會其他選區候選人所組成的北區連線。縱使黃在反對逃犯條例修訂草案運動中，一直聯同北區連線其他成員協助於發生在北區的多次警民衝突中被警方拘捕的市民，並參加11月2日維園民主派區議會選舉集會；加上投票日當日的投票率相比上屆大幅攀升；這些事件理應對黃的選情相當有利。但最終黃只獲得約一成六的得票率，得票不足1,400票，再度於區議會選舉中敗選。

## 相關事件
2020年3月22日，黃嘉浩與呂智恆在粉嶺擺街站期間，突然被親建制派人士襲擊受傷，送往北區醫院治療，其眼角、手臂受傷，背部及身體多處瘀痕，眼鏡爆裂，經初步治理後需留院觀察。

## 歷屆選舉結果
| 政党   | 政党     | 候选人    | 票数  | %     | ±      |
| ------ | -------- | --------- | ----- | ----- | ------ |
|        | 北區連線 | ①. 黃嘉浩 | 1,381 | 16.24 | -16.2  |
|        | 民建聯   | ②. 林智洋 | 2,678 | 31.49 | 不適用 |
|        | 民主黨   | ③. 陳旭明 | 4,446 | 52.28 | +17.87 |
| 多数票 | 多数票   | 多数票    | 1,768 | 20.79 | +18.82 |

| 政党   | 政党         | 候选人    | 票数  | %     | ±      |
| ------ | ------------ | --------- | ----- | ----- | ------ |
|        | 新界社團聯會 | ①. 葉曜丞 | 1,569 | 29.77 | -21.92 |
|        | 民主黨       | ②. 陳旭明 | 1,814 | 34.41 | 不適用 |
|        | 北區動源     | ③. 黃嘉浩 | 1,710 | 32.44 | 不適用 |
|        | 獨立         | ④. 阮海偉 | 178   | 3.38  | 不適用 |
| 多数票 | 多数票       | 多数票    | 104   | 1.97  | -1.41  |

## 資料來源與註釋
1. ↑  . 獨立媒體 inmediahk.net. 2015-08-24. （原始内容存档于2019-10-27）.
2. ↑  . 明報. 2015-09-24  [2019-10-26]. （原始内容存档于2019-10-26）.
3. ↑  Kenneth. . TMHK. 2015-11-09  [2019-10-27]. （原始内容存档于2020-08-07）.
4. ↑  明報. . 2016年1月21日  [2016年1月21日]. （原始内容存档于2019年9月26日）.
5. ↑  . on.cc. 2017-01-12  [2019-10-26]. （原始内容存档于2019-10-27） （中文（香港））.
6. 1 2  . 香港獨立媒體. 2019-10-04  [2019-10-26]. （原始内容存档于2021-01-31）.
7. ↑  . 明報. 2020-03-23  [2020-03-26]. （原始内容存档于2020-09-01） （中文（香港））.